# Asking Alexandria
Asking Alexandria este o formație rock engleză originară din Dubai, Emiratele Arabe Unite, mutată mai târziu în York, North Yorkshire. A fost fondată în 2008, când Ben Bruce și-a contactat vechii săi tovarăși, la revenirea în Marea Britanie, după ce anterior locuise în Dubai. Actualul line-up al trupei este format din Danny Worsnop (voce), Ben Bruce (chitară), Cameron Liddell (chitară), Sam Bettley (chitară bas) și James Cassells (baterie).

## Istorie

### Începuturi
Asking Alexandria își trage rădăcinile în Dubai, Emiratele Arabe Unite, unde chitaristul Ben Bruce a conceput o trupă și a lansat un album full-length (intitulat The Irony of Your Perfection). Însă trupa sub numele de Asking Alexandria s-a destrămat la scurt timp după aceasta.
În 2008, Bruce s-a mutat înapoi în Marea Britanie, lăsând în urmă foștii săi colegi de trupă. Totuși, Bruce nu avea planuri de a-și încheia cariera muzicală și nu mult timp după mutare a început activitatea cu noi membri, sub același nume, Asking Alexandria. Bruce a declarat că el a fost cel care a creat titlul.
Asking Alexandria, de la formarea sa, în 2008, a avut unele modificări de membri, inclusiv trecerea de la o perioadă de șase membri pentru o perioadă de cinci membri, odată cu plecarea sintetistului Ryan Binns. Penultima modificare a fost cea a basistul Sam Bettley, care la înlocuit pe Joe Lancaster în ianuarie 2009. A doua zi (5 ianuarie 2009), trupa a plecat în Statele Unite, pentru a-și promova muzica, precum și pentru înregistrarea albumului de debut. În 2015, Danny Worsnop a părăsit și el trupa, pentru a-și contina cariera cu cealaltă trupă. 
Trupa a înregistrat primul album între 19 mai și 16 iunie 2009, la Fundația Recording Studios din Connersville, Indiana, Statele Unite cu producătorul Joey Sturgis. Ulterior ei au anunțat semnarea unui contract cu casa de discuri Sumerian Records după terminarea înregistrării și au lansat albumul de debut, Stand Up and Scream, la 15 septembrie 2009. Trupa și-a petrecut anul 2009 concentrându-se pe obținerea de succes în Statele Unite, turnee cu trupe consacrate, cum ar fi Alesana, Enter Shikari, Bled și Evergreen Terrace, printre altele.

## Stil muzical și influență
Muzica trupei Asking Alexandria a fost descrisă de critici ca fiind metalcore, electronicore, și heavy metal. Worsnop a declarat pe Twitter că Aerosmith a fost cea mai mare sursă de inspirație: „Din când în când, uit cât de perfecți sunt cei de la Aerosmith. Apoi redau melodiile lor și în sufletul meu revine viața. Este cea mai mare sursă de inspirație din tot timpul”. Worsnop și Bruce. au declarat, de asemenea, că ei se inspiră de la formații metal și rock din anii '80, cum ar fi: Guns N 'Roses, Metallica și Motley Crue lăsând de asemenea, comentariul: „Noi, de asemenea, ascultăm benzile Bring Me The Horizon, The Devil Wears Prada, există un amestec întreg foarte mare de trupe. Când am scris primul nostru album, cred că cele mai mari influențe ale noastre au fost, probabil, mai mult de la trupe americane decât britanice. Am fost ascultat o mulțime de piese de Vanna, și o alta trupă, Burden of a Day, așa că a existat o variată influență muzicală în primul nostru album, ca să fiu sincer”.

## Membri

#### Membri actuali
- Ben Bruce – chitară, programare, backing vocal (2008–prezent)
- Cameron Liddell – chitară ritmică (2008–prezent)
- James Cassells – baterie (2008–prezent)
- Sam Bettley – chitară bas (2009–prezent)
- Danny Worsnop– vocalist (2008–2015, 2016–prezent)

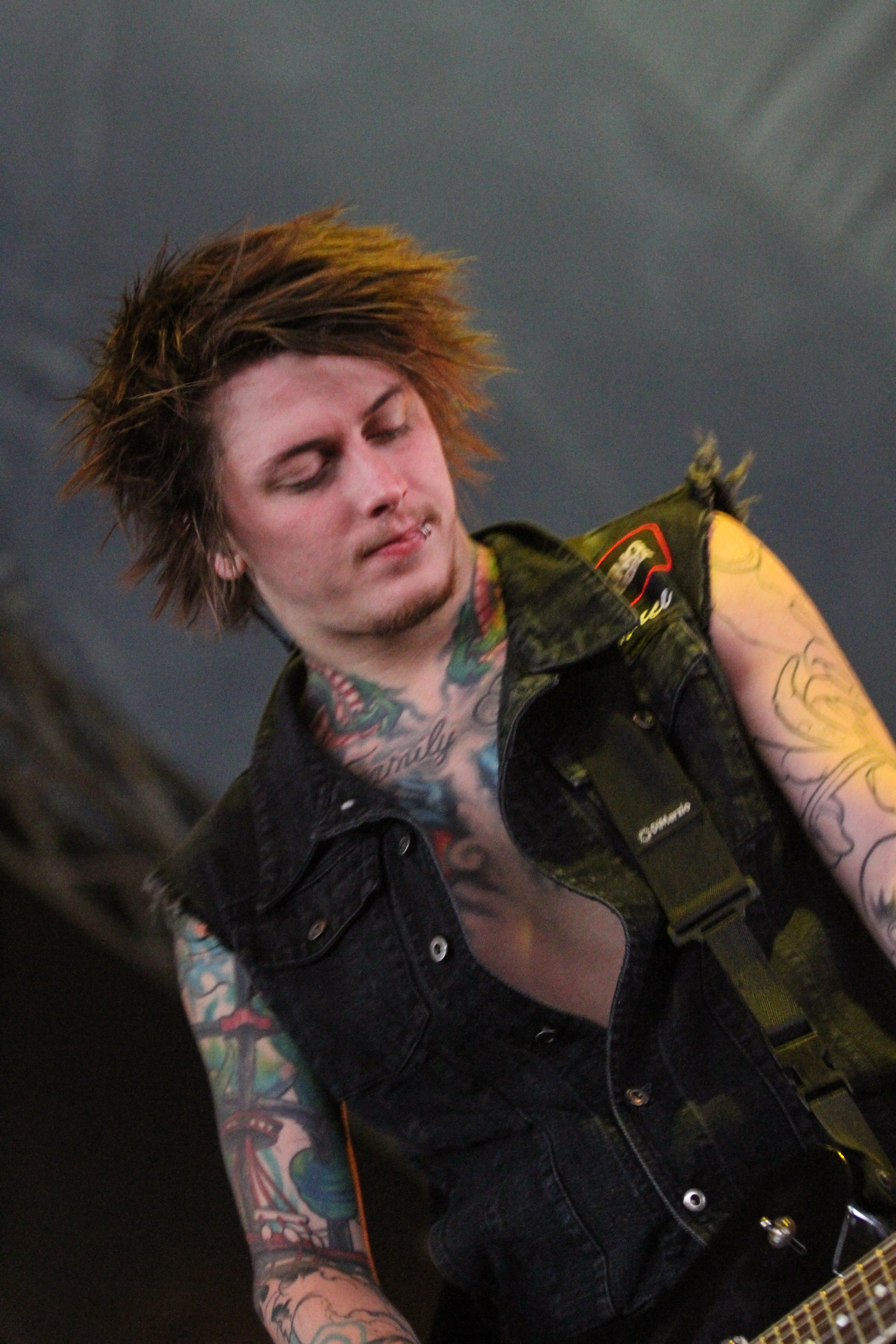
Ben Bruce
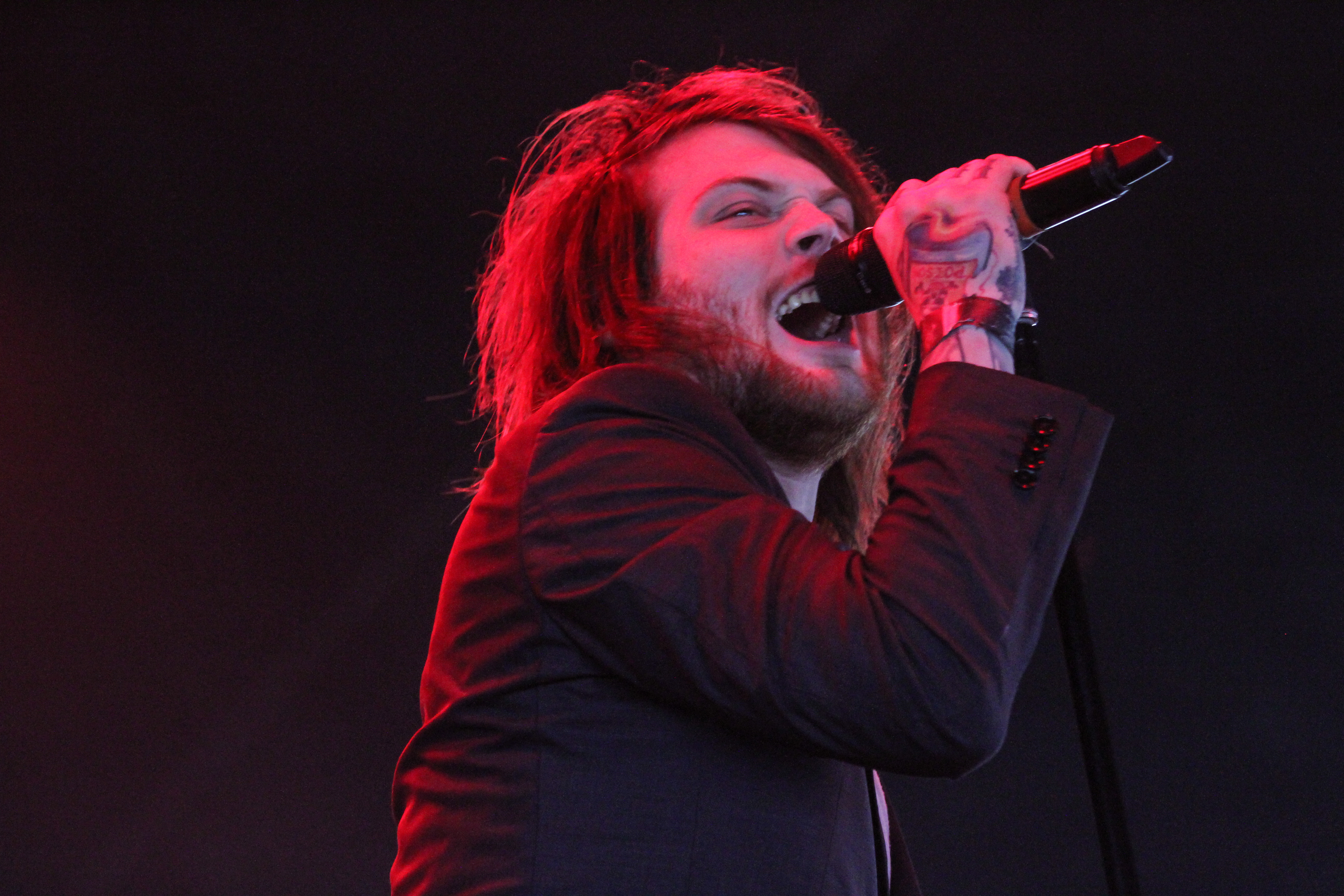
Danny Worsnop
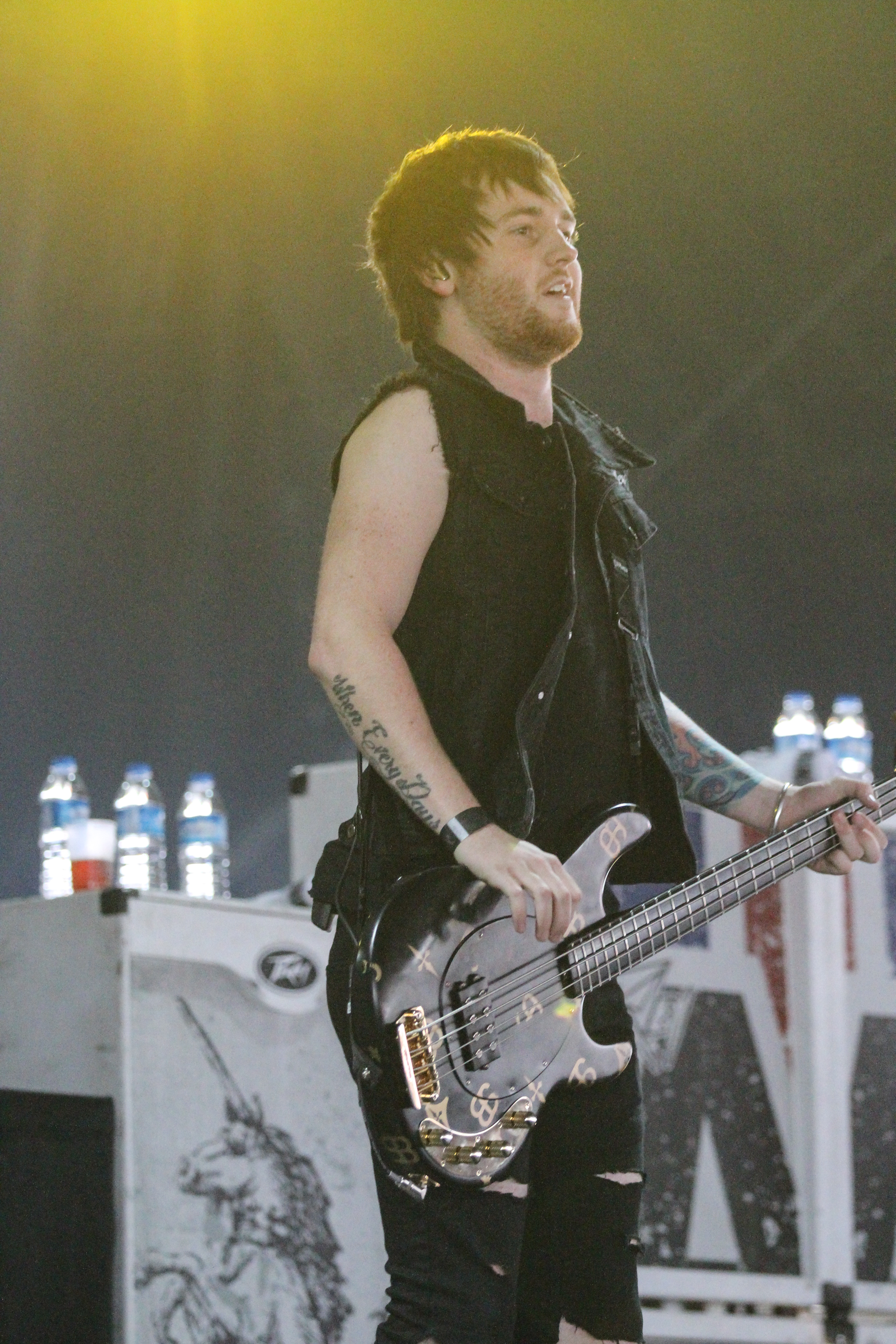
Sam Bettley
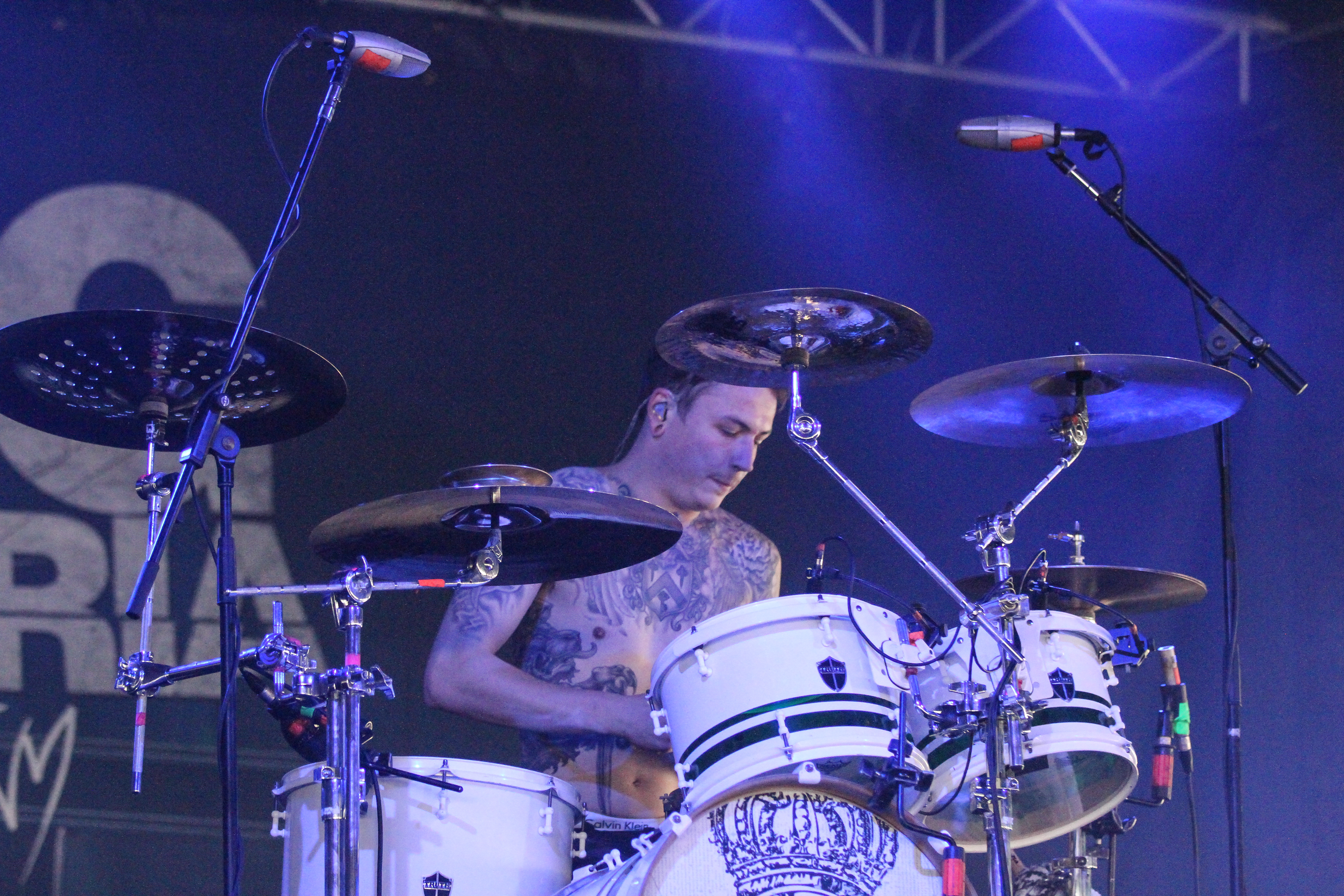
James Cassells

#### Foști membri
- Denis Shaforostov – vocalist (2015-2016)
- Ryan Binns – clape, sintetizator, programare (2008)

- Joe Lancaster – chitară bas (2008–2009; basist curent la With One Last Breath)[12]

## Discografie

#### Albume
| An   | Album                 | Casă de discuri | Poziție | Poziție  | Poziție | Poziție |
| An   | Album                 | Casă de discuri | US 200  | US Indie | AUS     | UK      |
| ---- | --------------------- | --------------- | ------- | -------- | ------- | ------- |
| 2009 | Stand Up and Scream   | Sumerian        | 170     | 29       | —       | —       |
| 2011 | Reckless & Relentless | Sumerian        | 9       | 3        | 30      | 98      |
| 2013 | From Death to Destiny | Sumerian        | 5       | 1        | 11      | 28      |
| 2016 | The Black             | Sumerian        | 9       | —        | 4       | 15      |
| 2017 | Asking Alexandria     | Sumerian        | 27      | —        | 53      | 86      |
| 2020 | Like a House on Fire  | Sumerian        |         |          |         |         |

#### Piese
- The Final Episode (2009)
- A Prophecy (2010)
- Not The American Average (2011)
- Someone, Somewhere (2011)
- Breathless (2012)
- To The Stage (2012)
- Closure (2013)
- The Death of Me (2013)
- Run Free (2013)
- I Won't Give In (2015)
- The Black (2016)
- Let It Sleep (2016)
- Here I Am (2016)
- Into The Fire (2017)
- Where Did It Go? (2017)
- Alone in a Room (2018)
- Vultures (2018)
- The Violence (2019)
- They Don't Want What We Want (And They Don't Care) (2020)
- Antisocialist (2020)
- Down to Hell (2020)
- House on Fire (2020)

## Premii
- Independent Music Awards 2012: Reckless & Relentless - Cel mai bun Album de Metal/Hardcore[16]
- The Kerrang! Awards 2016: Cea mai bună trupă britanică[17]